# Synology

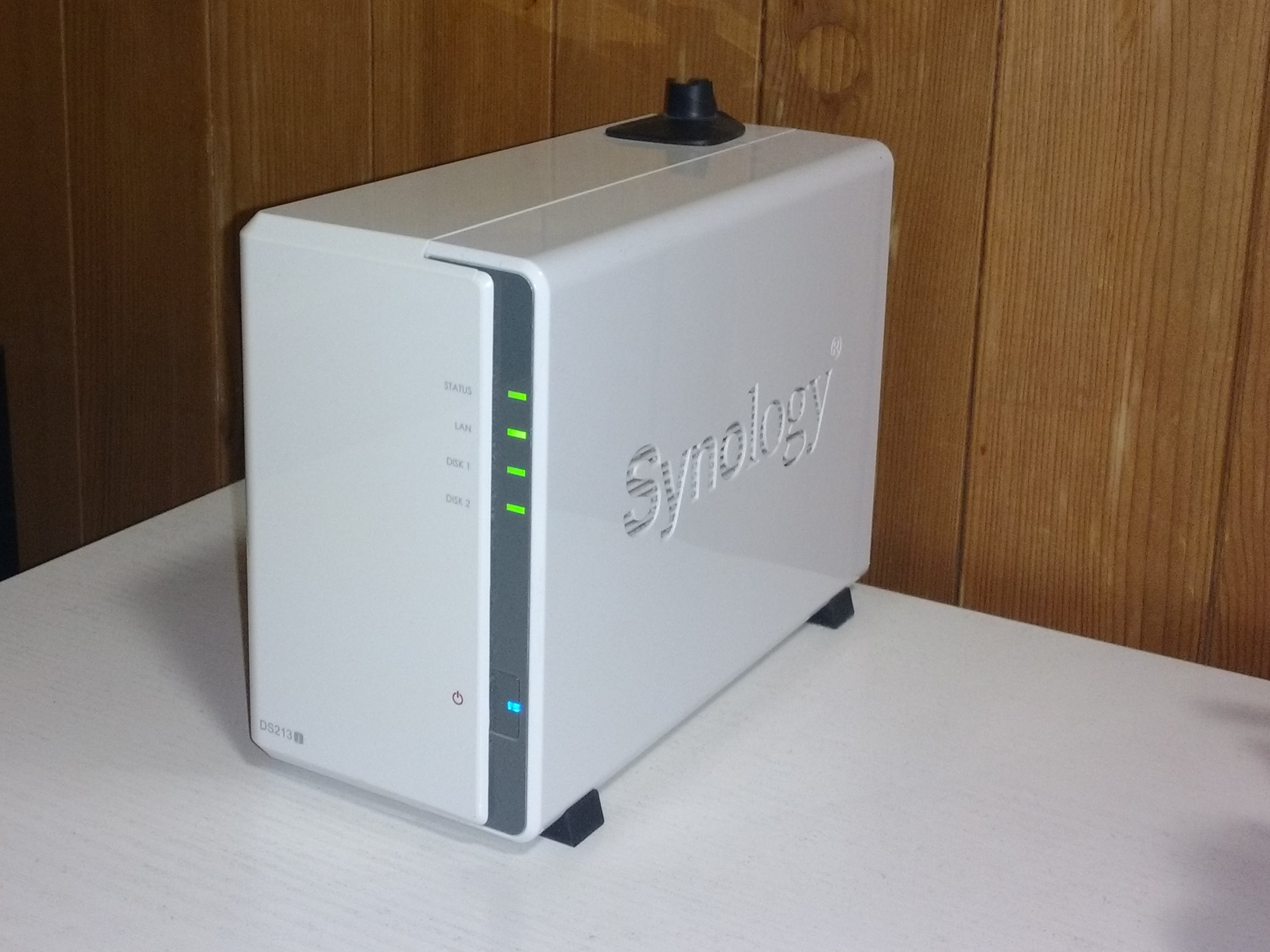
NAS vom Typ Synology DS213j

Synology Inc. (Chinesisch: 群暉科技, Qúnhuī Kējì) ist ein taiwanischer Hersteller von NAS-Servern. Das Produktangebot reicht von Kleinservern für den privaten Bereich bis hin zu Hochleistungsrechnern. Die Geräte werden mit eigenem, auf Linux basierenden Betriebssystemen ausgeliefert und sind laut Hersteller vergleichsweise einfach zu konfigurieren. Gegründet wurde Synology im Januar 2000 von Cheen Liao und Philip Wong, der Sitz ist in Taipeh.

## Geschäftsfelder
Neben dem Geschäftsfeld Server entwickelte sich die Sparte der Überwachungslösung, die vor allem auf dem Softwarepaket „Surveillance Station“ basiert. Im Markt für „Power User“-NAS-Geräte lag 2018 der weltweite Marktanteil laut Alex Wang, CEO der amerikanischen Niederlassung, zwischen 40 und 50 Prozent, wobei zu bedenken ist, dass die Firma nicht berichtspflichtig ist.
Die NAS-Linie von Synology ist bekannt als DiskStation für Desktop-Modelle, FlashStation für All-Flash-Modelle und RackStation für Rackmount-Modelle. Die Produkte von Synology werden weltweit vertrieben und in mehreren Sprachen lokalisiert.

## Niederlassungen
| Niederlassung                                                             | Gründung     |
| ------------------------------------------------------------------------- | ------------ |
| Synology America Headquarters in Bellevue, Washington, Vereinigte Staaten | Juni 2006    |
| Synology America in Washington D.C., Vereinigte Staaten                   | –            |
| Synology UK Ltd in Milton Keynes, England, Vereinigtes Königreich         | Oktober 2006 |
| Synology GmbH in Düsseldorf, Deutschland                                  | Mai 2011     |
| Synology France SARL in Puteaux, Frankreich                               | März 2012    |
| Synology Shanghai, Shanghai, China                                        | –            |
| Synology Japan Co., Ltd., Tokio, Japan                                    | –            |

## Software
Synology entwickelt neben dem Linux-basiertem Betriebssystem DiskStation Manager (DSM) auch passende Server-Software, die Clients für Anwendersysteme sowie Apps.